# Metadata+
Metadata+ ist eine Anwendungssoftware (App) für Smartphones, mit der die weltweiten Drohnenangriffe des US-Militärs dargestellt und dokumentiert werden.
Die App programmierte Josh Begley aus Kalifornien im Rahmen seiner Masterarbeit. Derzeit existiert eine Version für iPhones; eine weitere Version für Android ist derzeit in Vorbereitung. Die im App Store erhältliche Applikation informiert (optional sogar mit Push-Benachrichtigungen) täglich über die Anzahl und die Opfer der amerikanischen Drohnen-Einsätze. Die meisten Informationen über Angriffe stammen vom britischen Bureau of Investigative Journalism. Apple selbst lehnt die App inhaltlich ab. 

## Erstellte Versionen von Metadata+
Von 2012 bis 2014 hatte Apple die Applikation insgesamt fünfmal abgelehnt. Zum ersten Mal lehnte der Konzern die App im Juli 2012 ab. Seinerzeit hieß die App noch Drone+. Das Prüfteam begründete die Ablehnung mit der mangelnden „Unterhaltsamkeit“ und der „Nutzlosigkeit“ der Applikation. Außerdem spreche sie keine breite Masse an. Nach zwei weiteren erfolglosen Anläufen, hieß es im August 2012 von Apple nur noch, dass die angebotenen Inhalte von Nutzern als “grausam und abstoßend” empfunden werden könnten.
Statt den Fokus seiner Applikation zu ändern, reichte der Autor im Januar 2014 eine leere Applikation mit dem Namen Metadata+ im App-Store ein. Diese wies zunächst keine Inhalte auf und wurde von Apple „stillschweigend akzeptiert“ (Begley). Erst anschließend implementierte er über ein Update die Daten der Drohnenangriffe. Optisch sieht die App jedoch genauso aus wie in ihrer Ursprungsversion von 2012. Die derzeit verfügbare Ausgabe der App ist nach Einschätzungen verschiedener Journalisten nur deshalb erhältlich, weil Begley die Anwendung frei von Informationen einreichte. Die nun erhältliche Version heißt nichtssagend "Metadata+" und könnte fast mit beliebigem Inhalt ausgefüllt sein. Die App konnte bis Ende September 2015 kostenfrei heruntergeladen werden. Als Apple Metadata+ aus dem App-Store löschte, erhielt der Entwickler nur eine allgemeine Begründung für die Löschung der App zugesandt: „Den Inhalt der App würden viele Nutzer anstößig finden.“

## Twitterinformationen zum gleichen Themengebiet mit Quellenangaben
Seit 2013 stellt Begley auch Informationen über Drohnenangriffe via Twitter ins Internet. Dort können die Twitter-Follower auch Begleys Quellen sehen, diese sind verlinkt.

## Gesellschaftspolitische Reaktion
Der ehemalige demokratische Abgeordnete des Repräsentantenhauses des US-Kongresses Dennis Kucinich begrüßte die App, weil alles, was mehr Transparenz in das amerikanische Drohnenprogramm hineinbringe, eine Hilfe sei.